# Sredorek Peak
Der Sredorek Peak (englisch; bulgarisch връх Средорек wrach Sredorek) ist ein 1224 m hoher Berg an der Davis-Küste des Grahamlands auf der Antarktischen Halbinsel. Er ragt 6,1 km nordöstlich des Chubra Peak, 1,85 km ostsüdöstlich des Chanute Peak und 5,25 km südwestlich des Velichkov Knoll östlich des Kassabowa-Gletschers und westlich des Sabine-Gletschers auf.
Deutsche und britische Wissenschaftler kartierten ihn 1996 gemeinsam. Die bulgarische Kommission für Antarktische Geographische Namen benannte ihn 2010 nach Ortschaften im Osten und Westen Bulgariens.